# Pont de Brion

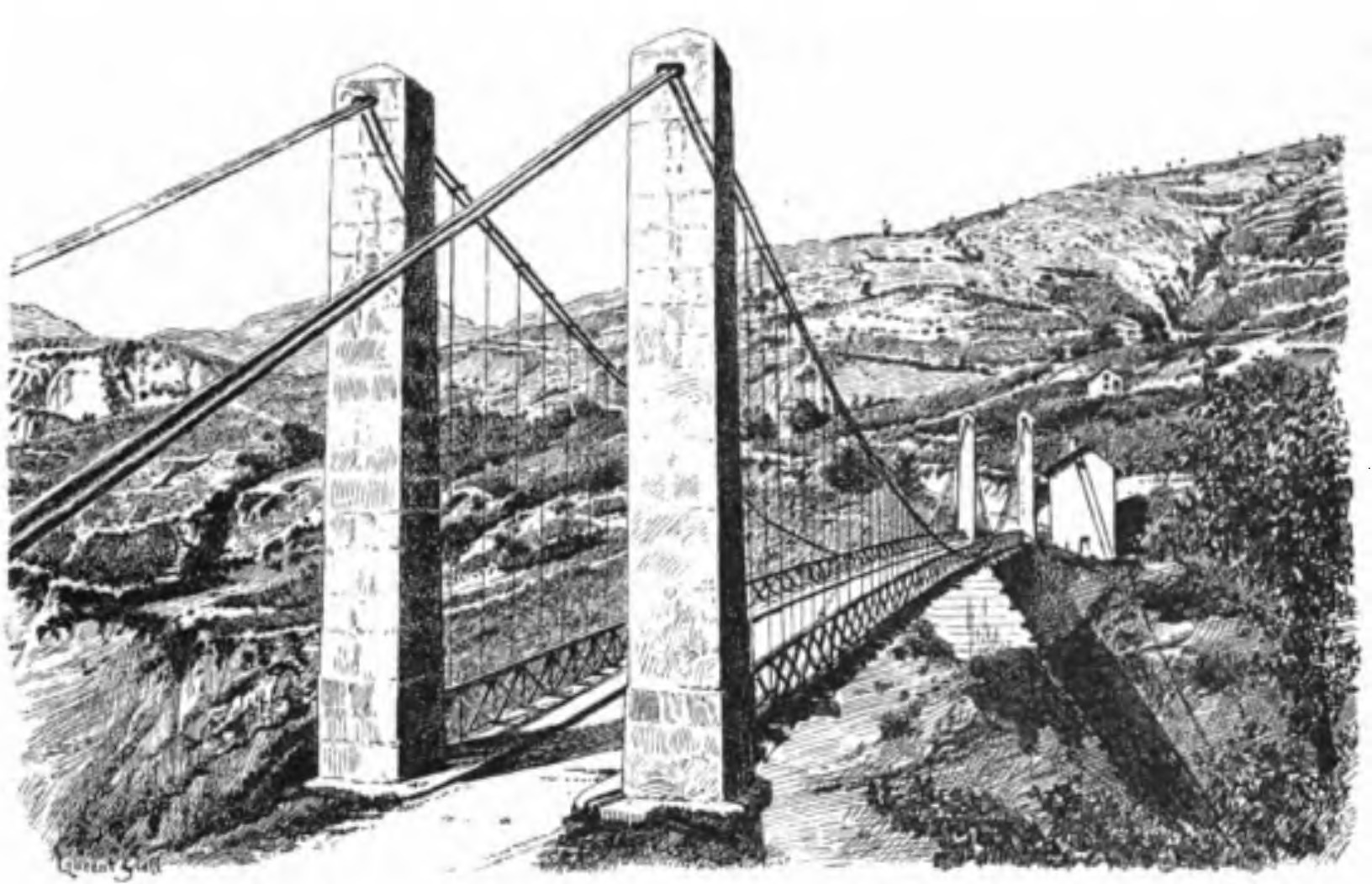
Erste Hängebrücke (1854)

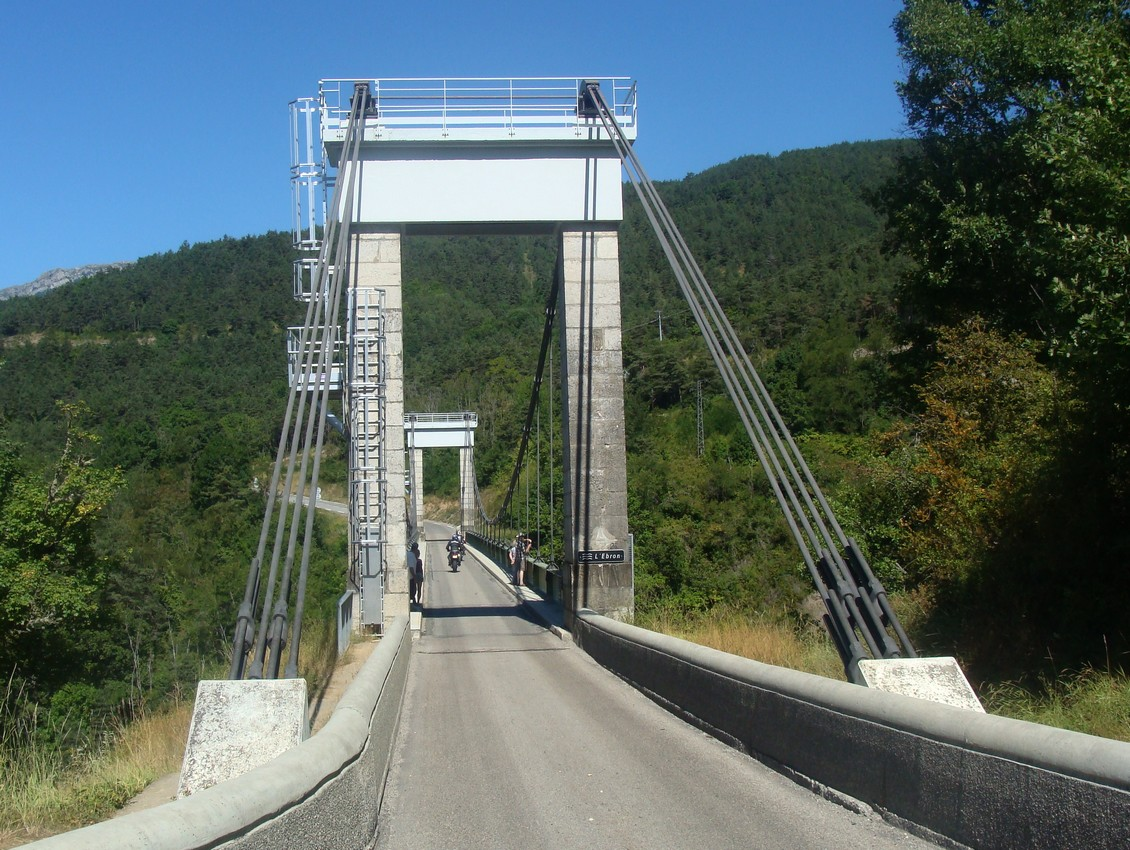
Ansicht der heutigen Brücke

Die Pont de Brion ist eine Hängebrücke über den Fluss Ébron im Département Isère in Frankreich aus dem Jahr 1951.

## Geschichte
Schon in der Antike existierte an dieser Stelle eine Brücke über den Ébron. Da sich diese jedoch im Flussbett befand, wurde sie mehrmals weggespült.

### Erste Steinbogenbrücke (14. Jahrhundert)
Etwa 40 m flussaufwärts der heutigen Hängebrücke wurde im 14. Jahrhundert vermutlich auf dem Fundament der antiken Brücke eine Steinbogenbrücke als Verbindung zwischen den Gemeinden Monestier-de-Clermont und Mens erbaut (siehe Zeichnung rechts). Diese wurde 1399 erstmals urkundlich erwähnt, als eine Reparatur der Brücke anstand.
Im Rahmen des Achten Hugenottenkriegs fanden an dieser Stelle zahlreiche Truppendurchzüge statt und im Juni 1586 verteidigten die Hugenotten in einer Schlacht, geführt von François de Bonne, duc de Lesdiguières, erfolgreich die Brücke gegen Truppen der Katholischen Liga. Diese marschierten, angeführt von Lavalette, mit 3000 Infanteristen und 500 Reitern von Grenoble aus in Richtung Mens, mussten sich aber nach Monestier-de-Clermont zurückziehen.
Im Jahr 1730 brach die Brücke zusammen, nachdem die Ufer durch heftige Stürme geschwächt wurden. Ab 1732 erfolgte zwar der Wiederaufbau, jedoch verfiel die Brücke aufgrund ausbleibender Unterhaltungsmaßnahmen. 1795 blieb nur ein drei Fuß breiter Pfad übrig und die Brüstung war vollständig verschwunden.
Im Jahr 1850 fanden Untersuchungen zur Wiederherstellung der Steinbrücke statt, es stellte sich aber heraus, das dieses Vorhaben nicht umsetzbar gewesen wäre. So wurde die Brücke dann 1853 endgültig zerstört. Die Widerlager der alten Brücke sind noch heute teilweise sichtbar.

### Erste Hängebrücke (1854)
Statt eine neue Steinbogenbrücke zu bauen, nutzte man die Vorteile der sich im 19. Jahrhundert rasch entwickelnden Industriellen Revolution und baute an der heutigen Stelle eine erste Hängebrücke mit gemauerten Pylonen, schmiedeeisernen Tragseilen und Hängern und einer Fahrbahn aus Holzbohlen. Diese wurde 1854 fertiggestellt und überspannte den Ébron 96 m über dem Grund der Schlucht. Somit war sie gegen Hochwasserschäden geschützt. Die Brücke war bis 1880 mautpflichtig und neben der Brücke stand das Häuschen des Mautbeamten. Nach dem Zweiten Weltkrieg musste die Brücke jedoch ersetzt werden, da die Tragfähigkeit von 2 bis 4 Tonnen für den zunehmenden Lastwagen- und Busverkehr zu gering war.

### Zweite Hängebrücke (1951)
Die zweite Hängebrücke als Ersatz für die Hängebrücke von 1854 wurde an der gleichen Stelle errichtet und 1951 fertiggestellt. Sie dient heute als Brücke für die Departementstraße D34. Mit den gemauerten Pylonern gleicht sie im Aussehen der ersten Hängebrücke. Sie ist rund 140 m lang und 5 m breit und hat eine Spannweite von etwa 100 m. Ihre Tragseile und Hänger sind aus Stahl, ihr Fahrbahnträger wird durch zwei Vollwandträger versteift.
Der Ébron unter der Brücke liegt heute im Staubereich des Monteynard-Stausees.
Die Seilbrücke Passerelle de l'Ebron hängt 700 m weiter östlich über dem Stausee; die bekanntere Passerelle du Drac hängt noch weiter östlich über dem Arm des Stausees, der vom Drac gebildet wird.
Im Film Den Mörder trifft man am Buffet (1979) mit Gérard Depardieu diente die Brücke als Kulisse für die Schlussszene.